# Roundabout (Lied)
Roundabout (englisch für „Kreisverkehr“) ist ein Lied der britischen Progressive-Rock-Band Yes, das 1971 auf deren viertem Studioalbum Fragile erschien.

## Entstehung und Veröffentlichung
Das Lied entstand im März 1971, als Yes in Schottland auf Promotion-Tour für The Yes Album waren. Nachdem sie einen Auftritt in Aberdeen absolviert hatten, reisten sie weiter nach Glasgow. Unterwegs gerieten sie in zahlreiche Kreisverkehre (Yes-Sänger Jon Anderson behauptete später, dass es „vielleicht 40 oder so“ gewesen seien), was Anderson und Gitarrist Steve Howe dazu inspirierte, ein Lied über die Reise zu schreiben, während sie hinten im Lieferwagen der Band saßen und die Kreisverkehre und die umliegenden Berge in den Text einfließen ließen.
Anderson hatte während des Trips Cannabis geraucht, „also war alles lebendig und mystisch“. Anderson fügte hinzu: „Es war ein bewölkter Tag, wir konnten die Berggipfel nicht sehen. Wir konnten nur die Wolken sehen, weil sie steil nach oben gingen … Ich weiß noch, dass ich sagte: ‚Oh, die Berge – seht! Sie kommen aus dem Himmel!‘“ Er begann, den Liedtext in einem freien Stil mit minimalen Änderungen in sein Notizbuch zu schreiben: „Ich liebte einfach, wie die Wörter klangen, wenn ich sie zusammenfügte.“
Innerhalb von 24 Stunden war die Band wieder zu Hause in London angekommen, wo Anderson mit seiner damaligen Frau Jennifer wieder zusammenkam, was die Inspiration für den Liedtext „twenty-four before my love, you’ll see, I’ll be there with you“ war. Ein See, an dem sie in der Nähe von Glasgow vorbeikamen, war die Idee für die Zeile „in and around the lake“. Nach ihrer Ankunft in ihrem Hotel in Glasgow begannen Anderson und Howe, die ersten Songideen für das Lied auf einem Tonbandgerät festzuhalten.
Im August 1971 formierten sich Yes in London neu, um Material für ihr viertes Album Fragile vorzubereiten. Zu Beginn der Aufnahmen wurde Keyboarder Tony Kaye aus der Gruppe gefeuert, da er kein Interesse daran hatte, modernere Keyboards zu benutzen, um den Sound der Band zu erweitern, und wurde durch Rick Wakeman ersetzt. Im September 1971 zog die Gruppe dann in die Advision Studios, um Fragile mit dem Toningenieur Eddie Offord als Koproduzent aufzunehmen. Sie verwendeten ein 16-Spur-Aufnahmegerät, um ihre Ideen zu schichten, woraufhin, wie Howe später sagte, „das Lied reine Magie wurde“.
Roundabout wurde erstmals am 12. November 1971 als Eröffnungsstück des Albums Fragile veröffentlicht. In Vorbereitung auf die Veröffentlichung als Single in den USA wurde das Lied auf 3:27 min gekürzt, um es für das Radio geeigneter zu machen. Die Single-Version wurde am 4. Januar 1972 mit Long Distance Runaround auf der B-Seite, einem weiteren Stück von Fragile veröffentlicht.
Roundabout ist seit seiner Veröffentlichung zu einem der bekanntesten Yes-Songs geworden; er wurde von Yes seitdem bei fast jedem Konzert gespielt.

## Rezeption
1973 gewannen Jon Anderson und Steve Howe als Autoren von Roundabout einen BMI Award.

## Chartplatzierungen
Roundabout sorgte für den endgültigen Durch für Yes in Nordamerika und erreichte mit Rang 13 als höchster Notierung eine Top-20-Platzierung in den Billboard Hot 100.
| ChartsChartplatzierungen       | Höchstplatzierung | Wochen |
| ------------------------------ | ----------------- | ------ |
| Vereinigte Staaten (Billboard) | 13 (13 Wo.)       | 13     |

| ChartsJahrescharts (1972)      | Platzierung |
| ------------------------------ | ----------- |
| Vereinigte Staaten (Billboard) | 91          |

## Trivia
- Im Film School of Rock aus dem Jahr 2003 empfiehlt der von Jack Black dargestellte Charakter Dewey Finn einem seiner Schüler den Song und sein Keyboard-Solo mit den Worten, dass „es dir die klassische Musik aus dem Hintern blasen wird“.

- Im Jahr 2012 wurde Roundabout als Abspannsong für die erste Staffel der Animeserie JoJo’s Bizarre Adventure verwendet.[5] Laut dem Regisseur war Roundabout einer der vielen Songs, die Hirohiko Araki, der Schöpfer der Serie, hörte, als er den Original-Manga schrieb.[6] Die Verwendung von Roundabout in JoJo’s Bizarre Adventure hat außerdem dazu geführt, dass sowohl das Lied als auch der „To Be Continued“-Einschub der Serie zu einem kollektiven Internet-Meme wurden, in dem Videos, vor allem von Ereignissen, die im wirklichen Leben passieren, das einleitende Akustikgitarren-Riff des Lieds enthalten, bevor es mit dem „To Be Continued“-Einschub zusammenfällt, wobei normalerweise ein Moment eingefroren wird, in dem ein Unfall, eine Verletzung oder der Tod unmittelbar bevorzustehen scheint.[7] Roundabout wurde erneut als Abspannthema für das Staffelfinale von JoJo’s Bizarre Adventure: Stone Ocean verwendet.[8]